# Samuel Charles Whitbread
Samuel Charles Whitbread (16 février 1796 - 27 mai 1879) est un député britannique, membre de la famille de brasseurs Whitbread et président fondateur de la Royal Meteorological Society ,.

## Jeunesse et éducation
Whitbread est le fils de Samuel Whitbread (1764-1815) et de Lady Elizabeth Grey, fille du général Charles Grey (1er comte Grey) et la sœur du premier ministre Charles Grey (2e comte Grey). Il fait ses études au Collège d'Eton et au St John's College de Cambridge, où il étudie les mathématiques, la philosophie morale et les classiques .
Le 6 juillet 1815, le père de Whitbread se suicide, après quoi ses deux fils, William Henry (alors âgé de 20 ans) et Samual Charles (19 ans), héritent de l'entreprise familiale et des domaines .

## Politique
En tant que député whig, il représente la circonscription de Middlesex (1820–1830) et est haut shérif du Bedfordshire en 1831. Il apporte trois contributions majeures aux débats, notamment au débat sur la réforme du Parlement, où il s'oppose à l'existence de bourgs pourris et à la vente de sièges à la Chambre des communes .

## Météorologie et astronomie
Ils s'intéressent à l'astronomie et la météorologie. Il fonde, avec John Lee et James Glaisher, et est président de la Royal Meteorological Society de 1850 à 1853 . Il reste membre du Conseil sans interruption jusqu'au 18 juin 1873 et occupe de longues périodes le poste de vice-président . Après la mort de Robert FitzRoy, Whitbread est impliqué dans la recherche d'un nouveau directeur du Met Office. En juin 1854, il est élu membre de la Royal Society .
Il rejoint la Royal Astronomical Society le 12 janvier 1849 et en est le trésorier de 1857 à 1878, lorsque sa santé le contraint à renoncer à son poste. Selon Dreyer et Turner (1923), il est le meilleur à ce poste, tirant parti de son expérience de la gestion de l'entreprise familiale: «Il était une terreur absolue pour les défaillants en retard de leurs contributions, et avait l'habitude de leur rendre visite personnellement et de leur demander de s'expliquer sur leur conduite avant qu'il ne recommande au Conseil de les expulser ". Il est membre de la RAS et publie régulièrement dans les Avis mensuels.
Au début de 1840, Whitbread construit un observatoire sur son domaine et, avec l'aide de ses jardiniers, effectue avec soin des observations astronomiques et météorologiques. En janvier 1873, il présente un ensemble d'observations au service météorologique, fondé 20 ans auparavant, intitulé «Fluctuations of barometer, Cardington Observatory, 1er janvier 1846 au 31 décembre 1870». Aujourd'hui, ils sont conservés dans les archives météorologiques nationales et comprennent en plus des lectures de baromètres effectuées à 9h00 et 15h00 chaque jour, la température, la force des vents et des remarques sur les phénomènes météorologiques et astronomiques.
Le 9 décembre 1815, des mois après la mort de son père, le principal garde-chasse Charles Dines au siège familial de Southill Park est assassiné par un braconnier. Whitbread garde un intérêt dans le bien-être de la famille de Dines pendant de nombreuses années . Trois générations de météorologues distingués descendaient de Dines, dont William Henry Dines et John Somers Dines .

## Famille
Whitbread vit au siège de la famille Southill Park et à Londres. Après la mort de son frère aîné William Henry Whitbread sans héritiers en 1867, Samuel Charles hérite de l'entreprise familiale et des domaines. Il épouse l'hon. Julia Trevor (décédée en 1858), fille de Henry Trevor (21e baron Dacre), le 24 juin 1824. Après son décès en 1858, il épouse Lady Mary Stephenson Keppel, fille du quatrième comte d'Albemarle . Il meurt le 27 mai 1879.
Son fils aîné est Samuel Whitbread. Sa fille Juliana (3 juin 1825-21 avril 1870) épouse Thomas Coke (2e comte de Leicester).